# أندرس جاريد
أندرس جاريد (بالسويدية: Anders Järryd) مواليد 13 يوليو 1961 في السويد، هو لاعب كرة مضرب سويدي سابق بدأ مسيرته كمحترف سنة 1980 وكان يلعب باليد اليمنى، اعتزل اللعب في 1996. كما أنه أحد أبطال الجراند سلام. أعلى تصنيف له في الفردي كان المركز الـ 5 في سنة 1985. سبق أن شارك في دورة الألعاب الأولمبية الصيفية.

## بطولات حققها
- دورة رولان غاروس الدولية
- بطولة ويمبلدون
- بطولة أستراليا المفتوحة للتنس
- بطولة أمريكا المفتوحة للتنس

## الميداليات الأولمبية
| الميدالية | المسابقة                       |
| --------- | ------------------------------ |
| برونزية   | الألعاب الأولمبية الصيفية 1988 |

## روابط خارجية
- أندرس جاريد على موقع رابطة محترفي التنس (الإنجليزية)
- أندرس جاريد على موقع الاتحاد الدولي لكرة المضرب (الإنجليزية)
- أندرس جاريد على موقع كأس ديفيز (الإنجليزية)
- أندرس جاريد على موقع خلاصة التنس.كوم (الإنجليزية)
- أندرس جاريد على موقع اللجنة الأولمبية الدولية (الإنجليزية)
- أندرس جاريد على موقع أوليمبيديا (الإنجليزية)
- أندرس جاريد على موقع اللجنة الأولمبية السويدية (السويدية)